# Acheilognathus yamatsutae
Acheilognathus yamatsutae és una espècie de peix cipriniforme de la família dels ciprínids.

## Morfologia
Els mascles poden assolir els 16 cm de longitud total.

## Distribució geogràfica
Es troba a Corea del Sud.